# هبة فحصي
هبة فحصي (من مواليد 5 فبراير 2001) هي سباحة مغربي. تتنافس في سباق ظهر 50 متر سيدات في بطولة العالم للألعاب المائية 2017.

## روابط خارجية
- هبة فحصي على موقع الاتحاد الدولي للسباحة (الإنجليزية)
- هبة فحصي على موقع SwimRankings.net (الإنجليزية)